# Rødå
Rødå er en å Sønderjylland der udspringer nordøst for Rødekro. Åen har sit navn fra den lerholdige undergrund. Hærvejen fra Viborg til Padborg krydser Rødå i Rødekro. Og på dette sted blev der i 1600-tallet opført en kro, der naturligt kom til hedde Røde Kro. Kroen eksisterer endnu i bymidten.
Fra udspringet nordøst for Rødekro er vandløbet reguleret, sænket og rørlagt gennem byen. Strækningen fra Mjøls til Hydevad er kanaliseret. Ved Hellevad sammenløber den med Surbæk, hvor de danner Arnå. 
55°4′11″N 9°18′21″Ø / 55.06972°N 9.30583°Ø